# 拔列氏
拔列，一作拔列蘭、巴蘭，原始通古斯部落名（balie aiman），本东海肃慎一部。魏晉南北朝時，代北地區鲜卑族有此姓氏，至北魏孝文帝時實行孝文漢化，改胡姓為漢姓。將該姓氏改為梁姓。今天满族锡伯族亦有此老姓（balie hala，balan hala），汉姓多作梁、略、骆、巴、霸等。辽宁抚顺是巴氏最多的聚居地。